# Epicauta megalocephala
Epicauta megalocephala là một loài bọ cánh cứng trong họ Meloidae. Loài này được Gebler miêu tả khoa học năm 1817.